# Ergasilus australiensis
Ergasilus australiensis is een eenoogkreeftjessoort uit de familie van de Ergasilidae. De wetenschappelijke naam van de soort is voor het eerst geldig gepubliceerd in 1981 door Roubal.